# Epiclytus ussuricus
Epiclytus ussuricus là một loài bọ cánh cứng trong họ Cerambycidae.